# Rongorongo

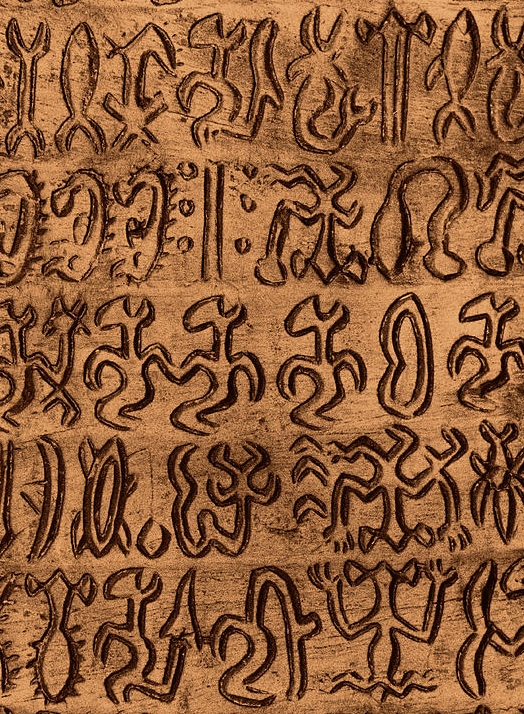
Próbka pisma rongorongo

Rongorongo – pismo używane dawniej do zapisu prawdopodobnie języka rapanui, używanego na Wyspie Wielkanocnej. Jest on jedynym rdzennym systemem pisma na terenie całej Polinezji. Do czasów współczesnych zachowały się 23 lub 24 przedmioty z napisami wyrytymi pismem rongorongo.

## Opis
Pismo zawiera nieco ponad 600 zidentyfikowanych unikatowych znaków. Znaki rongorongo zapisywane były systemem bustrofedonu odwracanego: czytanie rozpoczynano od lewego dolnego rogu w kierunku prawego i przy każdym końcu wersu odwracano tabliczkę o 180 stopni i kontynuowano czytanie od lewej do prawej. Uważa się, że teksty pisane rongorongo są zapisane w języku rapanui.
Data powstania pisma jest nieznana. Jedna z hipotez mówi, że powstało ono dopiero w wyniku kontaktu z europejskimi najeźdźcami, ale jest to mało prawdopodobne. Pierwsi europejscy odkrywcy wyspy w początku XVIII w. nie odnotowali znajomości pisma wśród miejscowej ludności. Pierwsze tablice zawierające teksty zanotowane pismem rongorongo zostały odkryte przypadkowo w 1869 r. przez biskupa Tahiti – Florentina-Étienne’a „Tepano” Jaussena (1815–1891). Biskup otrzymał prezent w postaci ozdobnego sznura nawiniętego na kołowrotek, który został wykonany przez misjonarzy poddanych biskupowi z jednej z ozdobnych tablic pokrytych pismem rongorongo. Zaciekawiony tablicą, której użyto do wykonania kołowrotka, biskup wysłał list do miejscowych misjonarzy z prośbą o zgromadzenie jak największej ilości tablic oraz rozpoczął pierwsze próby tłumaczenia. Na wyspie znaleziono jednak tylko kilkanaście tablic. Wówczas nikt nie potrafił odczytać pisma. Większość zabytków tego pisma zaginęła. Przetrwały 23 lub 24 tabliczki zapisane rongorongo, w tym tabliczka z Berlina, pierwotnie zawierająca najdłuższy znany tekst w tym piśmie. Łącznie na tych tabliczkach stwierdzono przeszło 12 tys. glifów. Wszystkie tabliczki są wyryte w drewnie i znajdują się w kolekcjach muzealnych.
Pismo rongorongo było jedynym rdzennym systemem pisma na terenie całej Polinezji.
Według ustnej tradycji wyspiarzy istniały dwa pisma: powszechne – rongorongo i pismo tau ceremonialne, związane z kultem bogów czy przodków. Sztuka pisania i czytania była zarezerwowana dla specjalnie kształconych pieśniarzy tangata manu o te-rongo-rongo, czyli „ludzi-ptaków znających rongorongo”, i była wielkim przywilejem. Tradycyjna nazwa pisma kohau rongo-rongo oznaczała „łamać włócznie” lub „łamać słowa”. Wyraz rongo lub rong w językach polinezyjskich oznacza „słyszeć”, „wysłuchać”. Natomiast w kilku odmianach quechua z terenów Andów istnieje słowo rongo-go, które oznacza „wiadomość”.
Spis 600 glifów pisma opublikował w 1958 r. Thomas S. Barthel. W 2007 r. Igor Pozdniakov i Konstantin Pozdniakov stwierdzili, że w rzeczywistości unikatowych glifów jest jedynie 52, a pozostałe to ligatury. Ich zestawienie obejmuje znaki użyte w prawie wszystkich tekstach, z wyjątkiem rzadkich znaków wyrytych na tzw. lasce z Santiago.
| glyph 1  | glyph 2  | glyph 3  | glyph 4   | glyph 5   | glyph 6   | glyph 7   | glyph 8   | glyph 9   | glyph 10  | glyph 14  | glyph 15  | glyph 16  |
| 01       | 02       | 03       | 04        | 05        | 06        | 07        | 08        | 09        | 10        | 14        | 15        | 16        |
| glyph 22 | glyph 25 | glyph 27 | glyph 28  | glyph 34  | glyph 38  | glyph 41  | glyph 44  | glyph 46  | glyph 47  | glyph 50  | glyph 52  | glyph 53  |
| 22       | 25       | 27       | 28        | 34        | 38        | 41        | 44        | 46        | 47        | 50        | 52        | 53        |
| glyph 59 | glyph 60 | glyph 61 | glyph 62  | glyph 63  | glyph 66  | glyph 67  | glyph 69  | glyph 70  | glyph 71  | glyph 74  | glyph 76  | glyph 901 |
| 59       | 60       | 61       | 62        | 63        | 66        | 67        | 69        | 70        | 71        | 74        | 76        | 901       |
| glyph 91 | glyph 95 | glyph 99 | glyph 200 | glyph 240 | glyph 280 | glyph 380 | glyph 400 | glyph 530 | glyph 660 | glyph 700 | glyph 720 | glyph 730 |
| 91       | 95       | 99       | 200       | 240       | 280       | 380       | 400       | 530       | 660       | 700       | 720       | 730       |